# 原江里菜
原 江里菜（はら えりな、1987年11月7日 - ）は、日本のプロゴルファー。
愛知県豊田市出身。身長164cm、体重60kg、血液型B型。所属はNEC、マネジメント事務所はクロス・ビー。
得意クラブは、ミドルアイアンおよびショートアイアン。師弟関係は、坂田信弘門下および宮里優。ホームコースは、山岡カントリークラブ。
家族は、父、母、妹。趣味は、DVD・CD鑑賞、ウィンドウショッピング。好きな色は、黒、青。
座右の銘は、『有言実行』、『Go For The Major』。
愛称は、ゴルフ界では、「えりな」、「般若」など、一般では、「えりな」、「江里菜たん」など。

## 来歴

### アマチュアゴルフ界での活躍
1997年、小学校4年・10歳のときに、両親の勧めで当時愛知県にも教室を開設した坂田信弘主催のジュニア・ゴルファー育成組織「坂田ジュニアゴルフ塾」に入塾、ゴルフの練習をはじめる。豊田市立若園中学校に進学する頃には本格的に競技ゴルフに参加するようになり、同校3年在学中の2002年には中部ジュニアゴルフ選手権やゴルフダイジェスト・ジャパンジュニアカップで優勝するなど頭角をあらわした。同校卒業後には、宮里藍を慕って東北高等学校に進んだ。
2003年の高校進学後は宮里兄弟の父・宮里優に師事、国体ゴルフ競技少年の部で団体優勝して、JGA女子ナショナルチーム（日本代表）に抜擢される。同年、東北高校の2学年先輩である宮里藍がプロトーナメントで優勝を果たしたのを目の当たりにして衝撃を受け、プロゴルファー志向を強めた。
2004年 には、日本女子アマで8強、ネイバーズトロフィー選手権優勝、全国高校ゴルフ選手権優勝、2005年にかけては国体ゴルフ競技少年の部に個人で2連覇し、さらに世界ジュニアゴルフ選手権団体優勝、アピタ・サークルK・サンクスレディス6位タイ（ローアマチュア）に入るなど活躍した。
2006年3月の高校卒業後は大学進学の道を選び、在学中いつでもプロゴルフツアーへの参加を認めるという校風に共鳴して、東北福祉大学総合福祉学部社会福祉学科に進んだ。ゴルフ強豪校として知られる同学のゴルフ部に在籍しながら、同年度にも全国女子大学ゴルフ対抗戦や日本女子学生ゴルフ選手権で優勝、アジア大会（ドーハ）に佐伯三貴、宮里美香と出場し女子団体銀メダルを獲得するなど、JGAナショナルメンバーに連続して在籍した4年間を通じて安定した強さを示した。

### プロゴルファーへの転身
東北福祉大学1年在学中に、日本女子プロゴルフ協会2006年度ファイナルQT（クオリファイング・トーナメント）で43位となり、TPD（トーナメント・プレーヤーズ・ディビジョン）非会員登録制度を活用して2007年1月1日付プロツアー登録した。2007年シーズンでは計30試合に出場、賞金3971万7952円を得て賞金ランキング19位となり、2008年度シーズンのシード権を楽に獲得した。
プロ転向初年度は優勝こそ飾れなかったものの、ツアーデビュー2戦目の2007年ライフカードレディスゴルフトーナメントで単独2位に入るなど早くも頭角を現した。その後のレギュラーツアーにおいても37試合出場で2位が3回、3位が2回という実力を示し、特に、2008年フジサンケイレディスクラシックの2日目競技においては、従来の川奈ホテルゴルフコースのコースレコードを2打更新する「64」の新記録で暫定首位に立つなど、その実力と将来ある若さに、女子ゴルフ界の次代をになうプロの一人であるとされている。2008年8月のNEC軽井沢72ゴルフトーナメントにおいてプロ転向後の初優勝を飾った。
また、単位取得実績がまだ乏しい大学1年生でのプロ転向であったため、プロツアーと両立して単位取得・卒業したいとの意向から、2007年4月の新学期より、所属学部を総合福祉学部社会福祉学科通信課程（通信教育部）に転属している。
2008年12月1日、日本女子プロゴルフ協会に80期生として入会した。

### 契約関係
2007年1月のプロツアー登録を受け、同年2007年3月1日、下村真由美、日下部智子、青山加織などのマネジメントを行うクロス・ビーと、自動更新による期限の定めのないマネジメント契約を締結した。同年3月29日には、マスターカードと、同社のイメージキャラクターとして2ヵ年の所属契約を締結した。
2008年1月には、社会人アメリカンフットボールチームオービックシーガルズなどでトレーナーを務めている鈴木紗織と、トレーナー契約を締結し、バランスボールなどを使った体幹強化訓練を続けている。
2013年2月、NECと専属契約を結んだ。

## 人物

### 性格
プライベートではおっとりした性格で、あまり騒々しい場所に出掛けるのは好まず、休日には自室で静かにDVDで映画やドラマを、CDで楽曲を鑑賞するのを好む。
ウィンドウショッピングも好むが、決して衝動買いはせず、店頭で気に入ったものがあっても、一旦帰宅してから冷静に吟味し、必ず日を改めて購入する。

### 打風
ゴルフに関しては負けず嫌いで、長時間の練習を欠かさない。ドライバー飛距離は240ヤードを軽く超え、豪快な打棒ばかりに注目が集まるが、自身が好きな番手はミドル~ショートアイアンであり、アプローチやパターでしばしばショットメーカー的な器用さを見せる。
基本的には、テークバックからトップにかけて目線がぶれず、両肘の間隔が保たれながらしっかりと左肩が入ったトップを形成する。トップ下、ダウンスイングからインパクト、フォローにかけての右サイド、右ひざの送り込みには無駄な力の分散が見られず、フィニッシュにおいては肘の間隔が大きく開くことなく右サイドが回りきり左にしっかり乗り切る綺麗なスウィングである。

### 他選手との交流
東北高校在学中からの縁で、2学年先輩の宮里藍を尊敬の念を持って慕っている。 また、同学在学中から常に一緒に行動していたほどの同級生親友である有村智恵、佐藤のぞみとは特に親しく、ツアー中からプライベートまでしばしば行動をともにしている。
所属している東北福祉大学の2学年先輩である佐伯三貴とは、佐伯の在学中、ゴルフ部活動やJGAナショナルチーム活動を一緒にしていた上に佐伯の後輩への面倒見が良いため、佐伯を非常に慕っており、ツアー中もしばしば行動をともにしている。
プロ転向後は、有村智恵や佐伯三貴とのつながりから、大山志保、前田久仁子、山口裕子、高橋美保子、古閑美保、北田瑠衣、諸見里しのぶらと親しく、頻繁に同じ写真のシャッターに収まる。デビュー直後の額の真中で分けるヘアスタイルや、見上げる時の風貌から連想して、古閑美保らに「般若」というニックネームを与えられている。
また、所属するマネジメント事務所クロス・ビーが同じであることから、下村真由美とも親しい。

## エピソード

### ゴルフ・トレーニング
- マネジメント事務所が同じクロス・ビーである縁で、2008年1月10日から1月25日にかけて、ニューヨーク・ヤンキースの井川慶が中心となったクロス・ビー所属選手による自主トレに参加し、同トレーニングで同道したプロ野球、阪神タイガースの岩田稔、千葉ロッテマリーンズの田村領平、女子ゴルフの青山加織と知己になった。特に、2008年4月、岩田が、持病の1型糖尿病を克服し、公式戦初勝利を挙げると、感動し勇気を得たことに言及している。
- ビジュアル系プロとされる鈴木舞子は、東北高校の4学年先輩であるが、原の2007年ライフカードレディスゴルフトーナメントにおける活躍を見て、「後輩たちはかわいいですけど、負けたくない気持ちはありますよ」と言及した。

## 年度別成績
| 年 度  | 出場試合 | 年間獲得賞金 | 順 位 | 平均ストローク | 備 考                                |
| ------ | -------- | ------------ | ----- | -------------- | ------------------------------------ |
| 2007年 | 30試合   | 3971万7952円 | 19位  | 73.2601        | 日本女子プロゴルフ協会 TPD非会員登録 |
| 2008年 | 37試合   | 6586万7760円 | 10位  | 71.9211        | 日本女子プロゴルフ協会 TPD非会員登録 |
| 2009年 | 34試合   | 3526万0391円 | 25位  | 73.1522        |                                      |

## おもな戦歴

### アマチュア時代
- 2002年 中部ジュニアゴルフ選手権 女子12〜14歳の部 優勝
- 2002年 ゴルフダイジェスト・ジャパンジュニアカップ 女子12〜14歳の部 優勝
- 2003年 国民体育大会・ゴルフ競技 少年女子の部 優勝
- 2004年 ネイバーズトロフィー選手権 優勝
- 2004年 全国高等学校ゴルフ選手権 優勝
- 2004年 国民体育大会・ゴルフ競技 少年女子の部 優勝(2)
- 2004年 日本女子アマチュア選手権 ベストエイト
- 2005年 アピタ・サークルK・サンクスレディス 6位 T（ローアマチュア）
- 2005年 世界ジュニアゴルフ選手権 優勝
- 2005年 全国高等学校ゴルフ選手権 優勝(2)
- 2005年 日本ジュニアゴルフ選手権競技 女子15歳〜17歳の部 優勝
- 2005年 国民体育大会・ゴルフ競技 少年女子の部 優勝(3)
- 2006年 全国女子大学ゴルフ対抗戦 優勝
- 2006年 関東女子学生ゴルフ選手権 優勝
- 2006年 日本女子学生ゴルフ選手権競技 優勝
- 2006年 アジア大会（ドーハ） 団体銀メダル
- 2006年 関東女子大学秋季対抗戦 優勝

#### ナショナルチーム選抜履歴
- 2002年 JGA女子ナショナルチーム 育成部員
- 2003年 JGA女子ナショナルチーム メンバー
- 2004年 JGA女子ナショナルチーム メンバー
- 2005年 JGA女子ナショナルチーム メンバー
- 2006年 JGA女子ナショナルチーム メンバー

### プロ転向後
- 2007年 ライフカードレディスゴルフトーナメント 2位
- 2007年 ヴァーナルレディース 3位
- 2007年 We Love KOBE サントリーレディスオープンゴルフ 3位
- 2007年 大王製紙エリエールレディスオープン 2位タイ
- 2008年 フジサンケイレディスクラシック 2位
- 2008年 NEC軽井沢72ゴルフトーナメント 優勝
- 2015年 大東建託・いい部屋ネットレディス 優勝[2]
- 2016年 サマンサタバサ ガールズコレクション・レディーストーナメント 3位タイ
- 2016年 大王製紙エリエールレディスオープン 3位タイ

## 出演

### TV番組
- 「横峯さくら・浅尾美和のゴルフな気分」 （テレビ東京系）
- 「ジャンクSPORTS」（フジテレビ系）複数回ゲスト出演

### テレビドラマ
- 「相棒」season20 最終話（2022年3月23日、テレビ朝日）- 女医 役[3]

### CM
- 日本興亜損保（現：損保ジャパン）